# Lhommeia biskrara
Lhommeia biskrara là một loài bướm đêm trong họ Geometridae.